# Бериллийорганические соединения
Бериллийорганические соединения — соединения, в которых атом бериллия соединён непосредственно с атомом углерода органических функциональных групп. К таким соединениям относятся соединения с общей формулой R2Be и RBeX, где R = Alk, Ar; X = Hal, OR, NH2, H. Соединения R2Be называют симметричными (полными), а RBeX — несимметричными (смешанными).

## Физические и химические свойства
Диметилбериллий (CH3)2Be представляет собой твёрдый полимер с цепочечной структурой, в которой метильные группы имеют тетраэдрическое расположение вокруг атомов бериллий. Диметилбериллий легко возгоняется при нагревании в виде димерных и тримерных молекул. Другие вещества R2Be являются высококипящими жидкостями, растворимыми в органических растворителях. Они обладают малой термической стабильностью: при нагревании или перегонке в вакууме диизопропилбериллий превращается в полимерный продукт с выделением пропилена, а дитретбутилбериллий разлагается на гидрид бериллия и изобутилен.
Соединения R2Be самовоспламеняются на воздухе и в атмосфере углекислого газа, энергично реагируют с водой и спиртами с образованием углеводородов и алкоголятов:
{\displaystyle {\mathsf {R_{2}Be+2H_{2}O\rightarrow 2RH+Be(OH)_{2}}}}
Они образуют стабильные комплексы с электронодонорными лигандами, в частности, с эфирами, фосфинами и аминами, причём стабильность этих комплексов увеличивается в ряду O<P<N.
Диметилбериллий реагирует с диоксидом углерода в эфирном растворе с образованием ацетата бериллия:
{\displaystyle {\mathsf {(CH_{3})_{2}Be+CO_{2}\rightarrow (CH_{3}COO)_{2}Be}}}
Диэтилбериллий в тех же условиях приводит к пентан-3-олу.
Несимметричные бериллийорганические соединения RBeX — твёрдые вещества, хорошо растворяющиеся в аминах и простых эфирах. Они могут иметь равновесную структуру:
{\displaystyle {\mathsf {2RBeX\rightleftarrows R_{2}Be\cdot BeX_{2}}}}
Аналогичное равновесие может наблюдаться и в растворах:
{\displaystyle {\mathsf {2RBeX\rightleftarrows R_{2}Be+BeX_{2}}}}
Их реакционная способность меньше, чем у симметричных R2Be: не реагируют с диоксидом углерода, их эфирные растворы устойчивы на воздухе, хотя в твёрдом виде они также самовоспламеняются. При нагревании они разлагаются с выделением R2Be, в воде гидролизуются с выделением углеводородов.
Бериллийорганические соединения токсичны. При воздействии на кожу или органы дыхания могут привести к бериллиозу.

## Получение и применение
Соединения вида R2Be синтезируют реакцией хлорида бериллия с реактивами Гриньяра с образованием эфиратов R2Be, либо реакцией металлического бериллия с диалкил- или диарилртутью. Алкилирование (арилирование) бериллия возможно также с соответствующими органическими соединениями натрия RNa и ArNa.
Чистые RBeX синтезируют длительным нагреванием порошка бериллия с RX в углеводородных растворителях. RBeX также получают в виде эфиратов при нагревании металлического бериллия с эфирными растворами RX в присутствии катализатора HgCl2.
Бериллийорганические соединения могут применяться как катализаторы полимеризации олефинов. Разработаны способы получения из бериллийорганических соединений металлического бериллия высокой чистоты.